# 拉科西·马加什
拉科西·马加什（匈牙利語：Rákosi Mátyás；1892年3月9日—1971年2月5日），匈牙利共产主义政治人物，1945年—1956年为匈牙利的实际最高领导人，是匈牙利人民共和国的缔造者，曾任匈牙利劳动人民党第一书记。人稱「匈牙利的史達林」。1892年，生于现位于塞尔维亚境内的巴奇考地区奥道乡；1971年，去世于苏联高尔基。
他是一個堅定的史達林主義者，1923年作为共产国际代表在德国从事革命活动。先後任黨的總書記、第一書記、國防委員會主席，1952年兼任匈牙利總理，集黨政軍大權於一身。為1949年以後佔上風的教條主義和宗派主義錯誤的主要代表人物。1953年史達林死後，在蘇聯新任領導人赫魯雪夫干涉下被迫將總理的位置讓給具有改革思想的納吉·伊姆雷。但拉科西仍任黨的第一書記，1955年時他將納吉趕下台。由於長期堅持史達林主義，拉科西大失人心。1956年7月匈牙利勞動人民黨中央全會，確認了1955年黨的領導重犯了1953年6月以前的部分錯誤，決定解除拉科西·馬加什的領導職務。匈牙利事件爆發，拉科西遂離開布達佩斯流亡蘇聯，之後一直僑居蘇聯直至逝世。